# Karl Elsener
Karl Elsener (Balthasar Elsener-Ott, 1860 - 1918) foi um cuteleiro e inventor suíço.
Karl foi o inventor do canivete suíço em 1894 e a fabricação do canivete ocorreu em sua empresa Victorinox.